# Jan Hajer

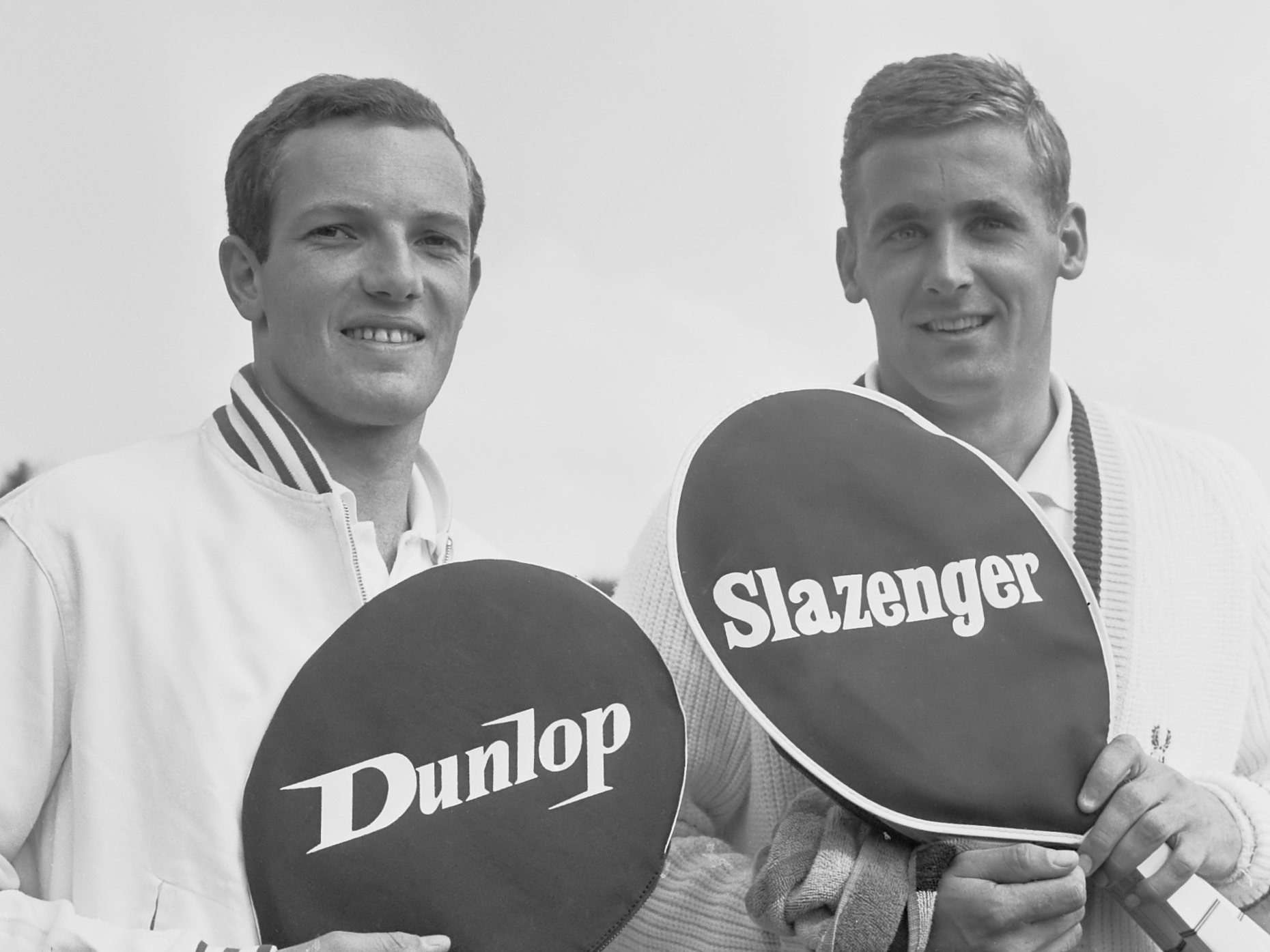
Tom Okker en Jan Hajer (1964)

Jan Hajer (Den Haag, 31 maart 1942- Breda, 27 augustus 2002) was een Nederlands tennisser. Hij was Nederlands kampioen enkelspel in 1963. Hij vertegenwoordigde Nederland in de Davis-Cup van 1964 tot en met 1968.

## Biografie
Samen met Tom Okker speelde Jan Hajer in 1963 bij de Haarlemse Lawn Tennisclub (HLTC) competitie in de Hoofdklasse. Hij volgde op dat moment de opleiding leraar lichamelijke opvoeding op het CIOS in Overveen. Oorspronkelijk kwam Hajer uit voor de Haagse tennisvereniging Thor RW, die in de 50'er en 60'er jaren in de Hoofdklasse A speelde. 
Hajer won de nationale kampioenschappen in 1963. Hij volgde Willem Maris op, die in 1962 nationaal kampioen was. In 1964 verloor Jan Hajer van Tom Okker de finale Nationale Kampioenschappen op de Mets banen in Scheveningen.  Jan Hajer speelde met Tom Okker herendubbelspel op internationale toernooien in Australië en de Filipijnen. Ook kwam Jan Hajer uit op Wimbledon.Daar kwam hij niet verder dan de 2e ronde.  
Hajer speelde van 1964 tot en met 1968 voor Nederland in de Davis-Cup. In het enkelspel won hij vijf partijen en verloor er dertien. In het dubbelspel won hij een partij en verloor er vier. Zijn beroemdste overwinning in het enkelspel was op Cliff Drysdale in 1967.

## Resultaten grandslamtoernooien
| Legenda | Legenda                          |
| ------- | -------------------------------- |
| g.t.    | geen toernooi gehouden           |
| l.c.    | lagere categorie                 |
| –       | niet deelgenomen                 |
| G       | uitgeschakeld in de groepsfase   |
| 1R      | uitgeschakeld in de eerste ronde |
| 2R      | uitgeschakeld in de tweede ronde |
| 3R      | uitgeschakeld in de derde ronde  |
| 4R      | uitgeschakeld in de vierde ronde |
| KF      | uitgeschakeld in de kwartfinale  |
| HF      | uitgeschakeld in de halve finale |
| F       | de finale verloren               |
| W       | het toernooi gewonnen            |
| w-v     | winst/verlies-balans             |

### Enkelspel
| Toernooi        | 1962 | 1963 | 1964 | 1965 |    | 1967 |
| --------------- | ---- | ---- | ---- | ---- | -- | ---- |
| Australian Open | –    | –    | –    | 1R   | –  |      |
| Roland Garros   | –    | –    | –    | –    | –  |      |
| Wimbledon       | –    | –    | 1R   | 1R   | 2R |      |
| US Open         | 1R   | 2R   | –    | –    | –  |      |

## Bron
- KNLTB